# Marius Escartefigue
 (avril 2017).
Cet article concerne l'homme politique. Pour le personnage de fiction de Marcel Pagnol, voir Trilogie marseillaise.
Marius Escartefigue est un homme politique français né le 2 novembre 1872 à Marseille et décédé le 8 novembre 1957 à Paris. Il est maire de Toulon (de 1904 à 1909 puis de 1929 à 1941) et député du Var. 

## Biographie

### Une jeunesse extrémiste
Marius Escartefigue grandit à Marseille. 
Militant anarchiste dans sa jeunesse, il collabore sous un pseudonyme à diverses organisations et publications, ce qui lui aurait notamment valu d'être exclu, en 1892, de l'école d'ingénieurs dont il suivait l'enseignement. Il prononce également de nombreuses conférences et sabote, à l'occasion, des réunions publiques organisées par les organisations antisémites locales.
Délaissant ensuite le mouvement anarchiste, Marius Escartefigue rejoint le socialisme en adhérant à la Section française de l'Internationale ouvrière. C'est sous cette étiquette qu'il est élu, en 1904, maire de Toulon, alors sous-préfecture d'un département surnommé le Var rouge. Il perd ce mandat en 1909.

### La reconquête par la droite
Après le premier conflit mondial, dont il sortira muni d'une solide réputation de déserteur, Marius Escartefigue entreprend la reconquête de la mairie de Toulon. Il cesse d'être socialiste et devient en 1928 député, rejoignant à cette occasion le très droitier groupe parlementaire des députés indépendants.
L'année suivante, il reprend la mairie de Toulon lors des élections municipales ; pour ce faire, il se serait allié simultanément à l'évêché et au « Milieu toulonnais ». Sa gestion de la ville est dynamique mais controversée ; s'il crée le premier office toulonnais de HLM, il est en revanche régulièrement épinglé par la Préfecture, le ministère de l'Intérieur et le Conseil d'État pour ses montages financiers qualifiés d'« acrobatiques » par l'historien Jean-Claude Gaugain.
Il reprend en 1936 le siège de député qu'il avait perdu lors du scrutin de 1932 : il se classe cette fois-ci parmi les Radicaux indépendants et rejoint le groupe de la Gauche démocratique et radicale indépendante, issu de la vieille Gauche radicale, formation parlementaire bien introduite dans les milieux économiques.
Le 10 juillet 1940, il vote en faveur de la remise des pleins pouvoirs au Maréchal Pétain mais est cependant démis de son mandat de maire en novembre de la même année. Il ne semble pas reprendre d'activité politique après la Libération. Il est enterré au cimetière central de Toulon.